# Krishnadevipeta
Krishnadevipeta est un village du district d'Anakapalli dans l'État d'Andhra Pradesh en Inde. 
Selon le recensement de 2011, sa population est de 1 984 habitants.
Un mausolée à la mémoire du révolutionnaire Alluri Sitarama Raju, exécuté par les Britanniques, est un monument du village.